# Charles-Gustave Kuhn
Pour les articles homonymes, voir Kuhn.

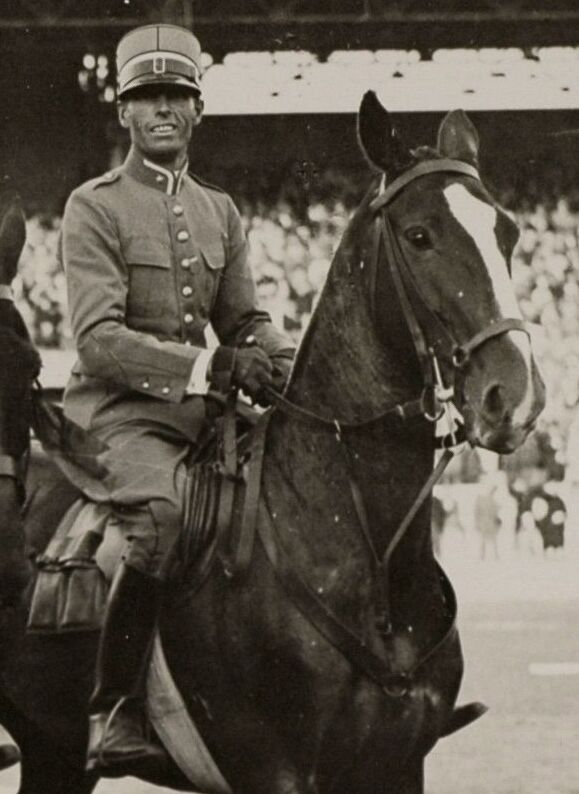
Charles-Gustave Kuhn en 1928

Charles-Gustave Kuhn, né le 28 avril 1889 et mort le 18 décembre 1952 à Zurich, est un cavalier suisse.
Il est médaillé de bronze olympique d'équitation  en saut d'obstacles individuel aux Jeux olympiques d'été de 1928 à Amsterdam et fait partie de l'équipe suisse terminant huitième en saut d'obstacles par équipe.